# SK Turm Emsdetten
SK Turm Emsdetten – niemiecki klub szachowy z siedzibą w Emsdetten, mistrz Niemiec kobiet w 2001 roku.

## Historia
Klub powstał w 1947 roku. W sezonie 2002/2003 uczestniczył w rozgrywkach Bundesligi. Do najwyższej klasy rozgrywkowej SK Turm powrócił w 2008 roku. W sezonach 2010/2011 i 2012/2013 klub zajął szóste miejsce w Bundeslidze. W 2016 roku klub wycofał się z rozgrywek.
W 1999 roku kobieca drużyna awansowała do Frauenbundesligi, a w sezonie 1999/2000 zdobyła wicemistrzostwo kraju. W 2000 roku SK Turm uczestniczył w Pucharze Europy kobiet. Niemiecki klub wygrał wówczas z SC Leipzig-Gohlis, Alisą Kazań, Širvintą Wyłkowyszki i ŠK Nova Gorica oraz przegrał z Donbasem Donieck, Petersburgiem Lentransgaz i Agrouniverzalem Zemun. W klasyfikacji końcowej zespół zajął czwarte miejsce. W sezonie 2000/2001 klub zdobył mistrzostwo Niemiec, a w latach 2002 i 2004 kończył rozgrywki na drugim miejscu. Po sezonie 2003/2004 SK Turm wycofał się z ligi.

## Zawodnicy
Zawodnikami klubu byli m.in.:

- Werner Beckemeyer[13]
- Juan Manuel Bellón López[14]
- Aleksander Bierełowicz[15]
- Ali Bitalzadeh[14]
- Nataša Bojković[13]
- Tea Bosboom-Łanczawa[16]
- Daan Brandenburg[17]
- Twan Burg[18]
- Pia Cramling[13]
- Dennis de Vreugt[19]
- Jelena Dembo[13]
- Daniił Dubow[20]
- Michael Feygin[21]
- Merab Gagunaszwili[13]
- Anisz Giri[19]
- Nils Grandelius[22]
- Jonny Hector[14]
- Harriet Hunt[16]
- Ołeksandr Ipatow[18]
- Ruud Janssen[14]
- Masza Klinowa[13]
- Jurij Kruppa[13]
- Stefan Kuipers[20]
- Kateryna Łahno[13]
- Micheil Mczedliszwili[13]
- Jordanka Mičić[16]
- Peng Zhaoqin[14]
- Roeland Pruijssers[17]
- Oksana Sarana[16]
- Wouter Spoelman[14]
- Antoaneta Stefanowa[13]
- Dariusz Świercz[18]
- Siergiej Tiwiakow[14]
- Jorden van Foreest[23]
- Mustafa Yılmaz[20]